# Nicholson (Pennsylvanie)
Pour les articles homonymes, voir Nicholson.
Nicholson est un borough situé au nord du comté de Wyoming, en Pennsylvanie, aux États-Unis,. En 2010, il comptait une population de 767 habitants, estimée au 1er juillet 2020 à 750 habitants. Le borough est incorporé en août 1875.

## Démographie
Lors du recensement de 2010, le borough comptait une population de 767 habitants. Elle est estimée, en 2020, à 750 habitants.